# 北京利生体育商厦

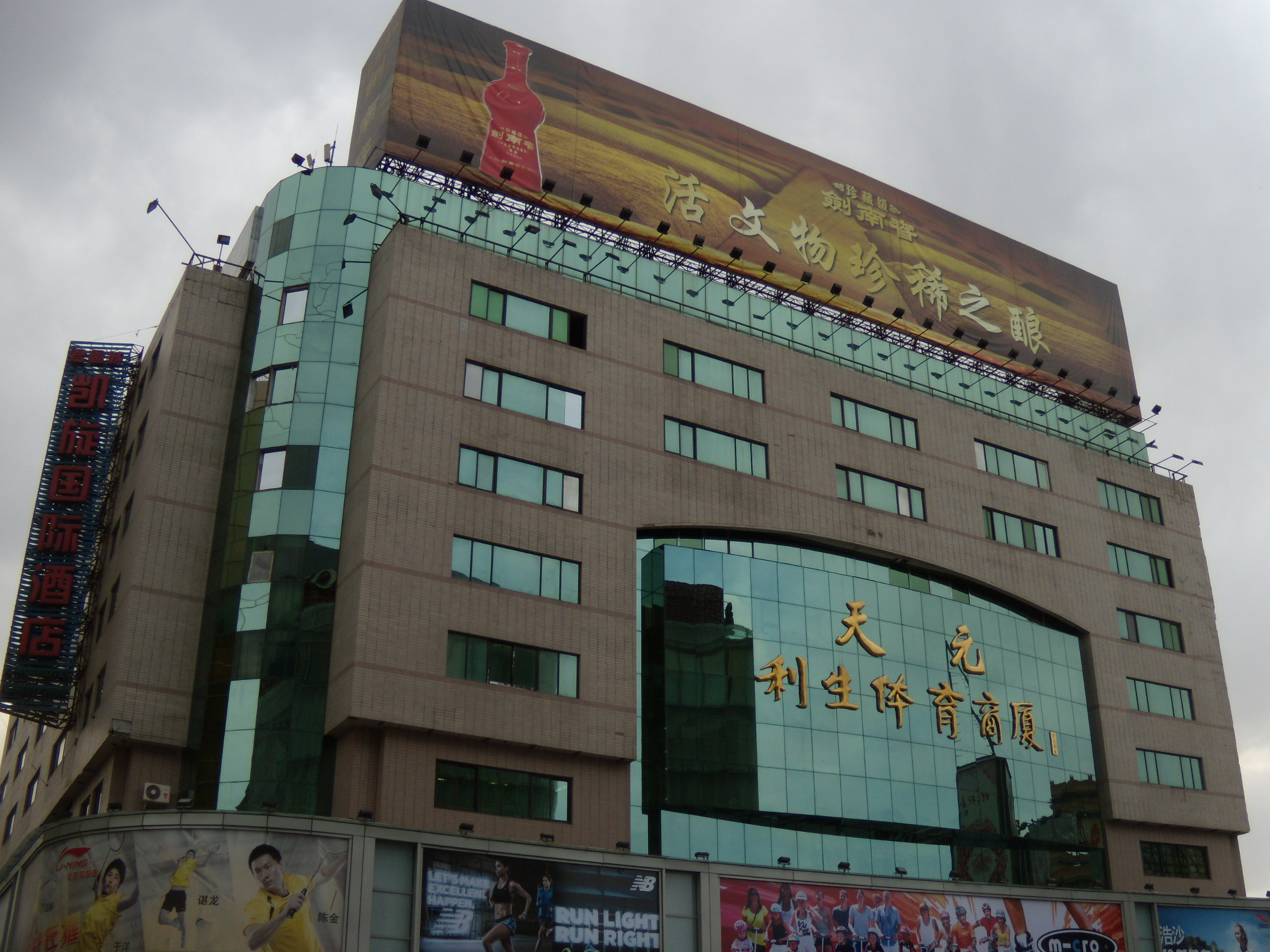
2013年的北京利生体育商厦。位于图中左侧的商厦东南角原有巨型灌篮标志。

北京利生体育商厦是位于中国北京市东城区王府井大街201号的一座主营体育用品的商厦，也是“中华老字号”。

## 简介

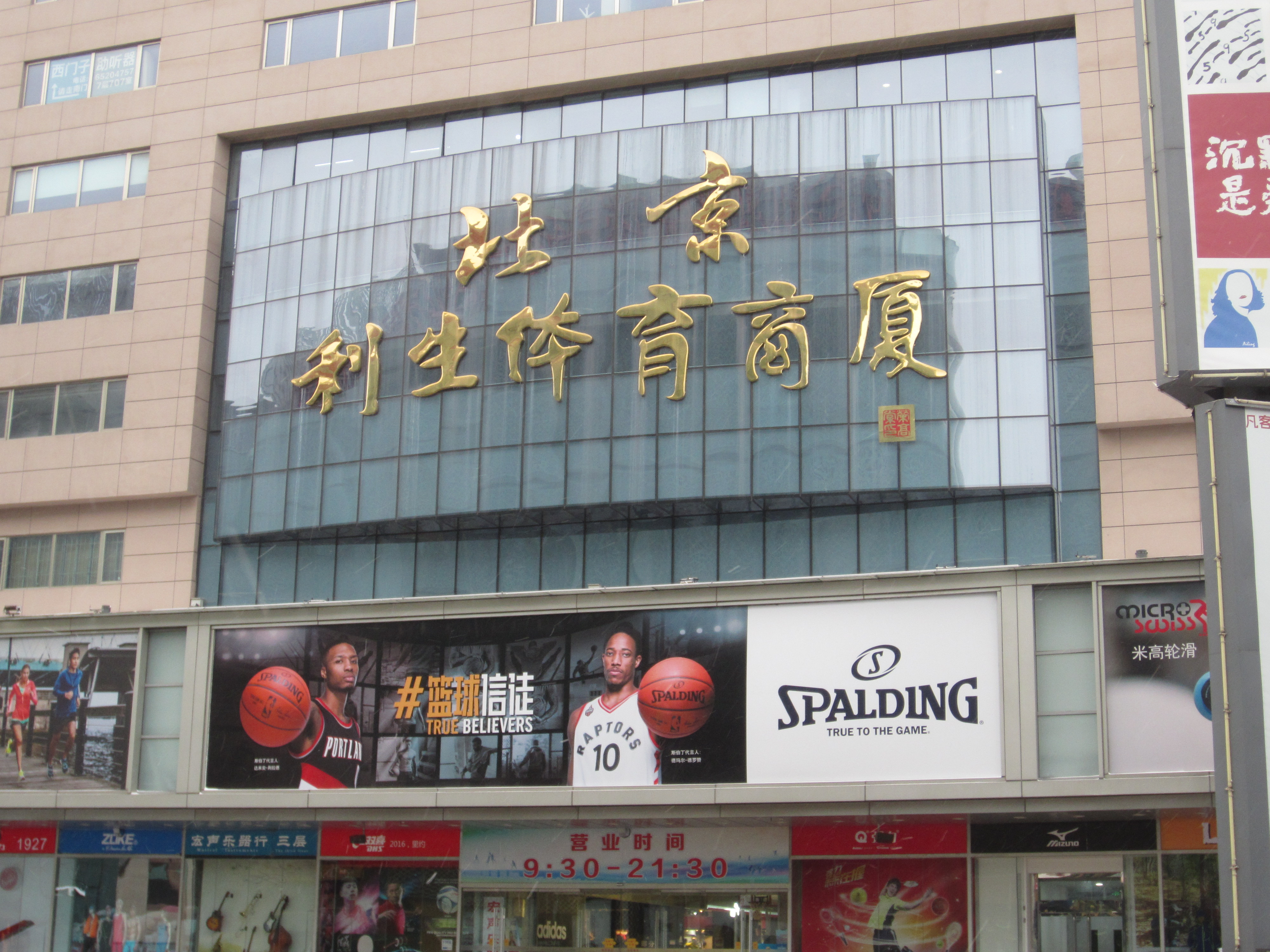

北京利生体育商厦使用的“利生”品牌始创于1921年。利生的创始人是孙玉琦（字润生，1885年－1977年），原为天津南开中学教师。1921年，孙玉琦辞去教师职务，在天津创办了中国第一家皮革制球工厂——利生体育用品工厂。当时，孙玉琦为该工厂制定了“品质、服务、价钱、担保”的八字经营方针，使利生的产品在1930年代初便达到了国际水平，产品不仅在中国销路很好，而且销往亚洲、欧洲、非洲等70多个国家和地区。该厂从制革开始，自己缝制篮球、足球等皮制球类，后来又逐渐增设了木工部、制革部、制弦部、营业部，发展成为中国体育用品制造业中规模最大的生产企业。
1922年，利生体育用品工厂在北京设立门市部，最初名为“志同体育用品商店”，后来更名为“利生体育用品商店”。1956年实行公私合营。1985年，利生体育用品商店第一次扩建，原来200多平方米的营业面积增至2000平方米（总面积达到3500平方米），经营的体育用品增至5000多种。同时，利生体育用品商店更名为“北京利生体育用品服务中心”，牌匾由国家体委副主任荣髙棠题写。1992年6月，北京利生体育用品服务中心与新光电子电器公司合并之后，进行了第二次改造，营业面积大幅扩大，经营品种也由原来的5000多种增加到上万种。1994年10月，北京利生体育用品服务中心在原址扩建，1996年9月18日重张开业，此次改扩建后，改称“天元利生体育商厦”，地上九层，地下四层。到21世纪初，北京利生体育商厦已成为亚洲最大的体育用品专营店。
商厦的宗旨为“面向体育专业运动队、面向业余体育爱好者、面向广大消费者。”该商厦长期为国家体委的体育器材供应基地。2006年，该商厦被北京市商务局列为北京市第一批申报“中华老字号”单位，随后成为“中华老字号”。
北京利生体育商厦的营业面积为1.2万平方米。大厦地下一层为运动器械城，地上一层为运动休闲城，地上二层为运动服装城，地上三层为体育文化用品城。商厦门外还建有体育文化广场，设有小型运动场地以及巨型灌篮标志。